# Marko Rjaskow
Marko Iliew Rjaskow (bułg. Марко Илиев Рясков, ur. 2 grudnia 1883 w Gabrowie, zm. 1 marca 1972 w Sofii) – bułgarski polityk i finansista, minister finansów (1935), prezes Narodowego Banku Bułgarii, ofiara represji komunistycznych.

## Życiorys
Syn kupca Ilii i Złatki. Uczył się w Gabrowie, a następnie w szkole handlowej w Swisztowie. Studia wyższe handlowe ukończył w Antwerpii. W 1905 powrócił do Bułgarii i podjął pracę w Bułgarskim Banku Rolnym w Burgasie na stanowisku księgowego. Rok później przeniósł się do Bułgarskiego Banku Kredytowego w Sofii. Od 1908 pracował w sofijskiej centrali Bułgarskiego Banku Rolnego, gdzie zajmował się uruchomieniem pierwszych w Bułgarii kredytów hipotecznych. W latach 1909–1910 odbył specjalizację w niemieckich bankach w Monachium i w Mannheim. Po powrocie do Bułgarii objął stanowisko kierownicze w filii Bułgarskiego Banku Rolnego w Plewenie.
W czasie I wojny światowej został zmobilizowany i pracował w ministerstwie wojny, zajmując się księgowością. W 1917 zakończył służbę i wrócił do Bułgarskiego Banku Kredytowego, w 1921 został jego dyrektorem. W lutym 1935 objął stanowisko prezesa Narodowego Banku Bułgarii i uczestniczył w rozmowach dotyczących spłaty kredytów bułgarskich w Austrii, Niemczech i w Wielkiej Brytanii. W kwietniu 1935 stanął na czele resortu finansów w gabinecie Andreja Toszewa. Po kilku miesiącach podał się do dymisji z powodów zdrowotnych. W lutym 1936 ponownie objął stanowisko dyrektora Bułgarskiego Banku Kredytowego.
Po przejęciu władzy przez komunistów, 13 września 1944 został aresztowany i osadzony w centralnym więzieniu w Sofii. Rjaskowowi nie postawiono zarzutów, a w kwietniu 1945 został osadzony w obozie pracy w Bobow doł. Zwolniony 9 września 1945 powrócił do pracy na stanowisko dyrektora banku, pełnił także funkcję doradcy Najwyższej Izby Gospodarczej. W grudniu 1948 rozpoczął się proces likwidacji Bułgarskiego Banku Kredytowego, a Rjaskow podał się do dymisji.
29 kwietnia 1951 Rjaskow został ponownie aresztowany i osadzony w więzieniu w Gornej Orjachowicy. Oskarżony o współpracę z wywiadem brytyjskim stanął przed sądem i został skazany na pięć lat więzienia. Osadzony w obozie w Belene, przebywał tam do roku 1954. Po uwolnieniu zamieszkał w Sewliewie, a następnie wraz z całą rodziną przeniósł się do Sofii. Zmarł 1 marca 1972.
Był żonaty (żona Radka z d. Genewa), miał troje dzieci. Pisał wspomnienia, które ukazały się drukiem w 2006, w opracowaniu Christo Janowskiego.